# وال‌مارت
وال‌مارت (به انگلیسی: Walmart) شرکت خرده‌فروشی چندملیتی آمریکایی است، که دارای بزرگترین شبکه فروشگاه‌های زنجیره‌ای موادغذایی، سوپرمارکت‌ها و هایپرمارکت‌ها در جهان می‌باشد. این شرکت در میان بزرگترین شرکت‌های جهان در رده نخست قرار دارد. در سال مالی ۲۰۱۹ شرکت والمارت با فروشی  معادل ۵۱۴ میلیارد دلار آمریکا، به‌عنوان بزرگترین شرکت جهان بر پایه میزان درآمد، شناخته شد.

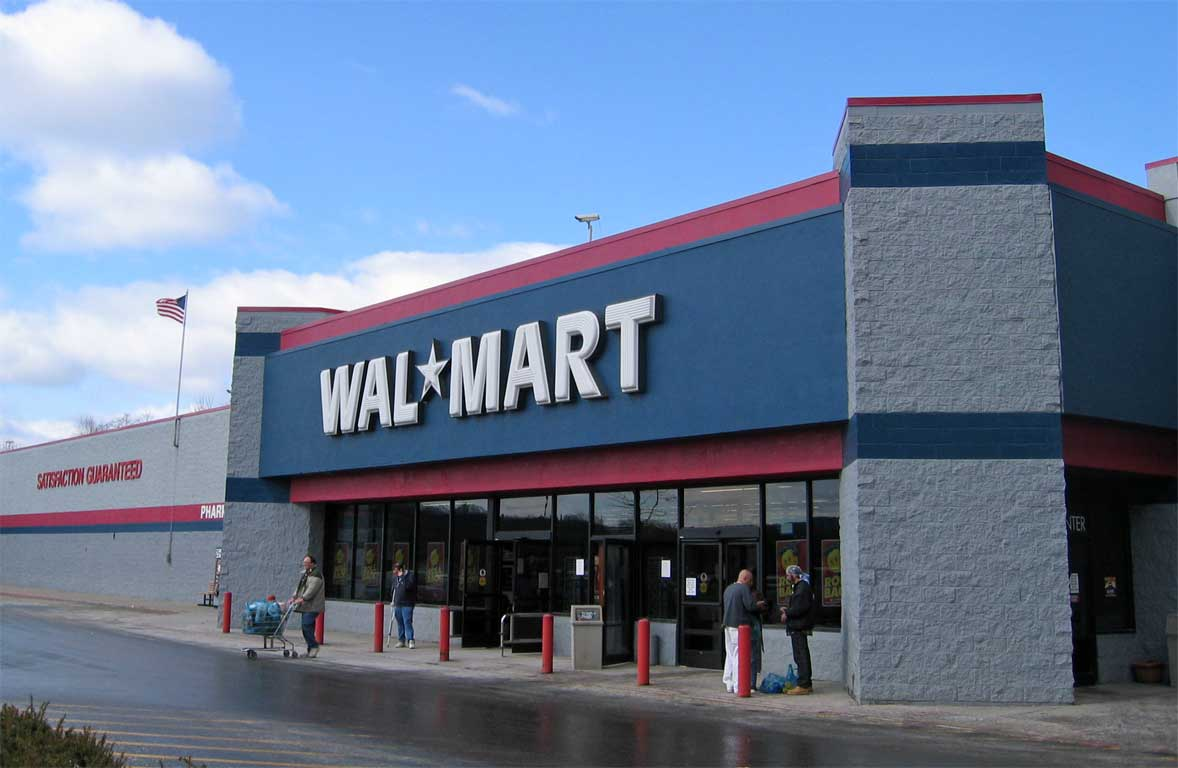
فروشگاه والمارت، شعبه لاردو، تگزاس

مؤسس این فروشگاه؛ «سام والتون» است، که در سال ۱۹۱۸ در کینگفیشر، اکلاهما زاده شد و تا ۵ سالگی در مزرعه پدرش کار می‌کرد. پس از آن، به دلیل مشکلات اقتصادی، به‌همراه دیگر اعضای خانواده، مزرعه پدری را رها کردند و برای تجارت، رهسپار مناطق مختلف آمریکا شدند. سام و برادرش؛ باد والتون، نخستین فروشگاه تخفیف‌دار را، در سال ۱۹۶۲ به صورتی ساده و سنتی، در آرکانزاس راه‌اندازی کردند.
در سال ۲۰۱۱ در رتبه‌بندی انجام شده، توسط مجله فورچون، شرکت والمارت در فهرست فورچون جهانی ۵۰۰ رتبه اول از بزرگترین شرکت‌های عمومی جهان را به خود اختصاص داد. این شرکت همچنین، با بیش از دو میلیون کارمند، بزرگترین کارفرمای خصوصی جهان به‌شمار می‌آید. و در سال ۲۰۱۹ با نرخ رشد ۳۲٪- به میزان  ۶ میلیارد و ۶۷۰ میلیون دلار با ۵۵ رتبه سقوط نسبت به سال مالی ۲۰۱۸ در رتبه ۹۲ سودآورترین شرکت بین‌المللی قرار گرفت . همچنین با ۲۱۹ میلیارد و  ۲۹۵ میلیون دلار دارایی، در همان رتبه سال ۲۰۱۸، در رتبه ۱۲۴ میزان دارایی در فهرست قرار گرفت.
دفتر مرکزی آن، در بنتونویل، آرکانزاس، در ایالات متحده آمریکا قرار دارد. شرکت وال‌مارت، در سال ۱۹۷۲ به عنوان یک شرکت سهامی عام، وارد بازار بورس نیویورک شد
اکنون شرکت والمارت، همچنان در مالکیت «خانواده والتون» بوده، که با دارا بودن ۴۸٪ درصد از سهام این شرکت، کماکان کنترل آن را در دست دارند. این شرکت، با دارا بودن بزرگترین شبکه خرده‌فروشی، یکی از با ارزش‌ترین شرکت‌های جهان محسوب می‌شود.
شرکت وال‌مارت، دارای ۸٫۵۰۰ شعبه، در ۱۵ کشور بوده، که تحت ۵۵ نام تجاری فعالیت می‌نمایند. این شرکت، با نام تجاری «وال‌مارت»، در ایالات متحده آمریکا فعالیت می‌کند؛ که شامل همهٔ ۵۰ ایالت به اضافه پورتوریکو می‌باشد. در کشور مکزیک؛ با نام تجاری «وال‌مکس»، در بریتانیا؛ با برند «آسدا»، در ژاپن؛ با نشان تجاری «سیو» و در کشور هند؛ با نام تجاری «بست‌پرایس» فعالیت می‌کند. شرکت والمارت در کشورهای آرژانتین، برزیل و کانادا نیز، سرمایه‌گذاری‌های گوناگونی با نام‌های تجاری مختلف انجام داده‌است.
با وجود اینکه نام تجاری وال‌مارت، در آمریکای شمالی مرکزیت دارد و برند شناخته‌شده‌ای می‌باشد، اما این شرکت، فعالیت‌های تجاری گوناگونی در کشورهای خارج از آمریکای شمالی انجام می‌دهد، که فعالیت‌های اقتصادی آن، در بریتانیا، آمریکای جنوبی و جمهوری خلق چین بسیار موفق بوده و از جمله فعالیت‌های ناموفق وال‌مارت، می‌توان به سرمایه‌گذاری‌های این شرکت، در کشورهای آلمان و کره جنوبی، اشاره کرد. اکنون اس. رابسون والتون؛ ریاست هیئت مدیره وال مارت را برعهده دارد و از ماه فوریه ۲۰۱۴ داگ مک‌میلان جایگزین مایکل دوک در جایگاه مدیرعاملی بزرگترین شرکت جهان گردید. شمار کارکنان والمارت بیش از ۲٫۲ میلیون نفر می‌باشد.

## تاریخچه

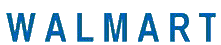
لوگوی وال‌مارت از ۱۹۶۲ تا ۱۹۶۸

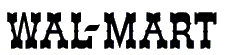
لوگوی وال‌مارت از ۱۹۶۸ تا ۱۹۸۱

لوگوی وال‌مارت از ۱۹۸۱ تا ۱۹۹۲

لوگوی وال‌مارت از ۱۹۹۲ تا ۲۰۰۸

شرکت خرده‌فروشی وال‌مارت در سال ۱۹۶۲ رسماً فعالیت تجاری خود را آغاز نمود، اما در عمل، سال‌ها پیش از ثبت این شرکت، سازمان آن توسط سام والتون و باد والتون، راه‌اندازی شده‌بود.

### سال‌های اولیه (از ۱۹۴۵ تا ۱۹۶۹)
نقطه آغاز فعالیت‌های والمارت را می‌توان، از تاریخ ۳ ژوئن ۱۹۴۰، که «سام والتون»، فعالیت خود را، در یکی از شعبه‌های فروشگاه جی‌سی‌پنی در دس موینز، آیووا مشغول به کار شد، دانست. والتون، به‌مدت ۱۸ ماه در آنجا کار کرد.
در سال ۱۹۴۵ والتون با «برادران باتلر»، که مالک فروشگاه‌های زنجیره‌ای، با نام «بن فرانکلین» بودند، آشنا شد و به پیشنهاد آنها، یک شعبه از فروشگاه بن فرانکلین را، در شهر نیوپورت آرکانزاس، راه‌اندازی نمود.
در طول سال‌های بعدی، والتون بسیار موفق عمل کرد، به‌طوری‌که توانست، سرمایه خود را، چندین برابر نماید. اما صاحب فروشگاه، قرارداد اجاره را تمدید نکرد و والتون مجبور شد، مکان کار خود را تغییر دهد.
در سال ۱۹۵۰، والتون فروشگاه جدیدی در بنتون‌ویل، آرکانزاس تأسیس کرد و نام آن را "والتونز ۵&۱۰" گذاشت. وی در این فروشگاه، از یک استراتژی جدید و ساده استفاده کرد، به اینصورت که میزان تخفیف را بالا برد، که نتیجه آن افزایش حجم فروش از طریق حفظ و نگهداری مشتریان بود.
در تاریخ ۲ ژوئیه ۱۹۶۲ والتون پس از ایجاد و اداره موفق ۱۱ فروشگاه، نخستین فروشگاه زنجیره‌ای خود، بنام "وال‌مارت" را، در آرکانزاس افتتاح کرد!
در طول ۵ سال بعدی، این شرکت ۲۴ فروشگاه را در ایالت آرکانزاس، توسعه داد و فروش آن، به مرز ۱۲٫۶ میلیون دلار رسید. در سال ۱۹۶۸ وال مارت، نخستین فروشگاه‌های خارج از آرکانزاس را، در سیکستون، میزوری و کلارمور، اکلاهما افتتاح کرد.

### تلفیق و رشد (از ۱۹۶۹ تا ۲۰۰۵)

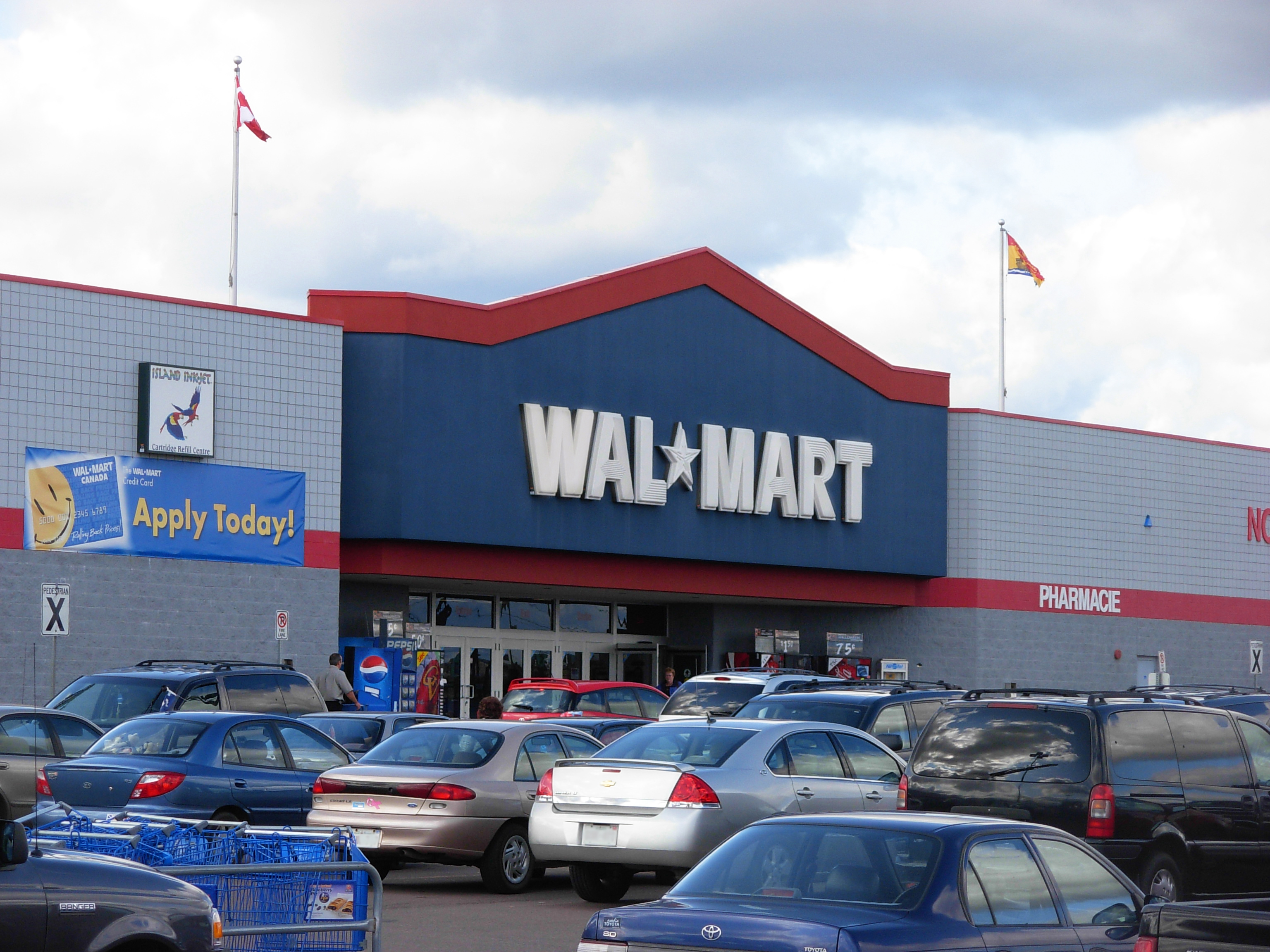
فروشگاه والمارت، شعبه مونکتون، کانادا

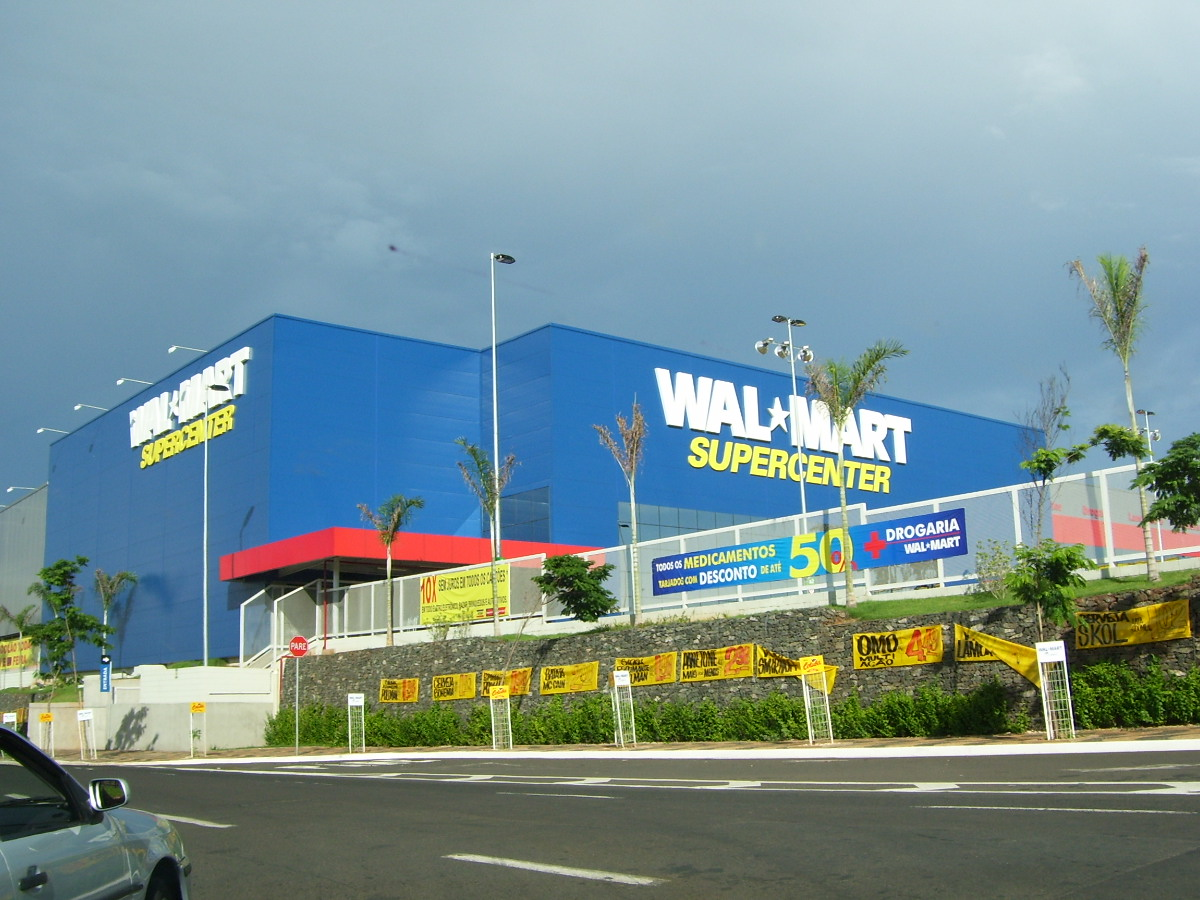
فروشگاه والمارت، در سائوپائولو، برزیل

در سال‌های پایانی دهه ۱۹۶۰ و ابتدای دهه ۱۹۷۰ میلادی، والمارت به سرعت توسعه یافت و دامنه فعالیت فروشگاه‌های زنجیره‌ای آن، به شهرهای کوچک نیز راه یافت، به‌طوری‌که تا سال ۱۹۷۰، شمار شعبه‌های آن، به ۳۸ فروشگاه و شمار کارکنان آن، به ۱٫۵۰۰ نفر رسید و فروش آن، بیش از ۴۴٫۲ میلیون دلار بود.
این شرکت، در تاریخ ۱ اکتبر ۱۹۷۰ وارد بازار بورس نیویورک شد. در ماه مه ۱۹۷۱ نخستین سهام شرکت، با قیمت بازار ۴۷ دلار عرضه گردید. در این زمان، مراکز خرید وال‌مارت، در پنج ایالت آرکانزاس، کانزاس، لوئیزیانا، میزوری و اوکلاهما فعالیت می‌کرد و در سال ۱۹۷۳ ایالت تنسی، در ۱۹۷۴ ایالت کنتاکی و می‌سی‌سی‌پی نیز، به آن‌ها ضمیمه شدند. در سال ۱۹۷۵ شرکت به بازار تگزاس وارد شد و در این زمان شرکت؛ ۱۲۵ فروشگاه و ۷۵۰۰ کارمند داشت.
در طول دهه ۱۹۸۰ زنجیره، به شدت رشد کرد، بطوری‌که در سال ۱۹۸۷ شمار فروشگاه‌ها ۱۱۹۸ فروشگاه و فروش آن به ۱۵٫۹ میلیارد دلار رسید و شمار کارکنان آن نیز، در حدود ۲۰۰ هزار نفر بود.
همچنین در این سال، با سرمایه‌گذاری ۲۴ میلیون دلاری شبکه ماهواره‌ای شرکت، تکمیل گردید و تمام واحدهای عملیاتی از طریق مکالمه دوطرفه و ارتباطات ویدئویی یکطرفه، به یکدیگر متصل شدند، که در آن زمان، بزرگترین شبکه ماهواره‌ای خصوصی محسوب می‌شد و به شرکت مرکزی اجازه داد، پیگیری موجودی‌ها، فروش و ارسال پیام‌های فوری به فروشگاه‌ها را، انجام دهد.
در سال ۱۹۸۷ در سالگرد بیست و پنج سالگی شرکت، شمار فروشگاه‌ها به ۱۱۹۸، میزان فروش به ۱۵٫۹ میلیارد دلار و شمار کارکنان به ۲۰۰٫۰۰۰ نفر افزایش یافت.
پیشرفت تکنولوژیکی ادامه داشت و در سال ۱۹۸۸، تقریباً ۹۰٪ درصد فروشگاه‌ها، به بارکد خوان مجهز شدند. در ماه فوریه ۱۹۸۸، سام والتون از جایگاه خود، به عنوان مدیر ارشد اجرایی پایین آمد و «دیوید گلاس» را، به این سمت منصوب کرد. والتون به عنوان رئیس هیئت مدیره باقی‌ماند و شرکت، پست‌های مدیریت ارشد خود را، به موقعیت‌هایی با مسئولیت بیشتر، ارتقا داد.
در سال ۱۹۸۸، نخستین سوپرسنتر وال‌مارت، در واشینگتن افتتاح شد. ویژگی‌های سوپرسنتر به این صورت بود، که در یک فروشگاه با تخفیف استاندارد وال‌مارت، علاوه بر فروشگاه لاستیک و تعویض روغن، مرکز چشم پزشکی، استودیو عکاسی و شماری غرفه، که شامل: بانک، فروش گوشی‌های تلفن همراه، سالن آرایش، اجاره فیلم و رستوران فست‌فود وجود داشت.
در سال ۱۹۸۹، وال‌مارت، در ۲۶ ایالت فعالیت داشت. همچنین «مرکز بازدیدکنندگان وال‌مارت»، در کنار فروشگاه اصلی سام والتون، افتتاح شد. در ۱۹۹۱ وال‌مارت با افتتاح نخستین شعبه خود، در مکزیکوسیتی، به بازارهای بین‌المللی وارد شد. در سال ۱۹۹۵ شعبه‌های این فروشگاه، در آرژانتین و برزیل نیز راه‌اندازی شد. سپس در ۱۹۹۹ وال‌مارت، وارد اروپا هم شد و با خرید فروشگاه‌های زنجیره‌ای «آیسدا»، به مبلغ ۱۰ میلیارد دلار، به بازار خرده‌فروشی بریتانیا نیز دست یافت.
سام والتون در تاریخ ۵ آوریل ۱۹۹۲ در لیتل راک، آرکانزاس درگذشت و پسر بزرگش رابسون والتون به عنوان رئیس هیئت مدیره انتخاب شد. در سال ۱۹۹۳ بخش بین‌المللی وال‌مارت تأسیس و مدیریت آن به «بابی مارتین» واگذار گردید.
در ۱۹۹۴ درحالی‌که ۱۲۳ فروشگاه در کانادا و ۹۶ فروشگاه در مکزیک داشت، ۳ کلوپ ورزشی را نیز، در هنگ کنگ راه‌اندازی کرد. در سال ۱۹۹۵، وال‌مارت دارای ۱۹۹۵ فروشگاه تخفیفی، ۲۳۹ سوپرسنتر، ۴۳۳ سامز کلاب، ۲۷۶ فروشگاه بین‌المللی و ۶۷۵ هزار کارمند بود و فروشی معادل ۹۳٫۶ میلیارد دلار در سال داشت.
در ۱۹۹۵ شمار ۸ واحد جدید نیز، در آمریکای جنوبی، که شامل سه فروشگاه در آرژانتین و پنج فروشگاه در برزیل ایجاد کرد. در ۱۹۹۶ از طریق یک قرارداد همکاری مشترک، به بازار چین نیز وارد شد. شرکت در سال ۱۹۹۷، نخستین فروش سالانه ۱۰۰ میلیارد دلاری را، با فروش کلی ۱۱۸٫۱ میلیارد دلار، تجربه کرد.
در سال ۱۹۹۸ شبکه تلویزیونی وال‌مارت هم راه‌اندازی شد، که تبلیغات تلویزیونی داخل فروشگاهی، کلیپ‌های کنسرت و موزیک تصویری، تبلیغات و تیزرهای فیلم‌هایی که در آینده اکران می‌شوند و نیز اخبار روز را، پخش می‌کرد. در فوریه ۲۰۰۵، این شبکه هر چهار هفته، در حدود ۱۳۰ میلیون نفر بیننده داشت.
وال‌مارت در سال ۱۹۹۸ بر اساس یک قرارداد همکاری مشترک، وارد بازار خرده‌فروشی کره جنوبی گشت. اما در ماه ژوئیه ۲۰۰۶ پس از صدها میلیون دلار ضرر، بخاطر رقابت فشرده با سایر فروشگاه‌ها، بناچار از بازار کره خارج شد. در سال ۱۹۹۹ شمار ۱٫۱۴۰٫۰۰۰ نفر در فروشگاه‌های والمارت کار می‌کردند، که آن را به عنوان بزرگترین شرکت خصوصی و کارفرمای جهان مطرح نمود.
در سال ۲۰۰۰، «لی اسکات» به سمت مدیرعامل وال‌مارت، انتخاب شد. در این سال وال‌مارت در فهرست فرچون ۵۰۰ در رده پنجم و در ۲۰۰۶ تا ۲۰۰۹ در رده سوم از بزرگترین شرکت‌های مستقر در ایالات متحده، قرار گرفت.
در سال ۲۰۰۵، شرکت وال‌مارت دارای بیش از ۶۲۰۰ کسب و کار بود، که شامل ۳۸۰۰ فروشگاه در ایالات متحده، در حدود ۳۸۰۰ واحد بین‌المللی و ۱٫۶ میلیون کارمند در سراسر جهان، به فروش بیش از ۳۱۲٫۴ میلیارد دلار رسید.
تلاش‌های نوع دوستانه شرکت برای کمک به طوفان کاترینا به صورت ۱۸ میلیون دلار هدیه نقدی، انجام شد. در ۲۶ ژوئیه سال ۲۰۰۶ خروج کامل خود را از بازار آلمان اعلام کرد و ۸۵ فروشگاه موجود در این کشور، به «گروه مترو» فروخته شد.

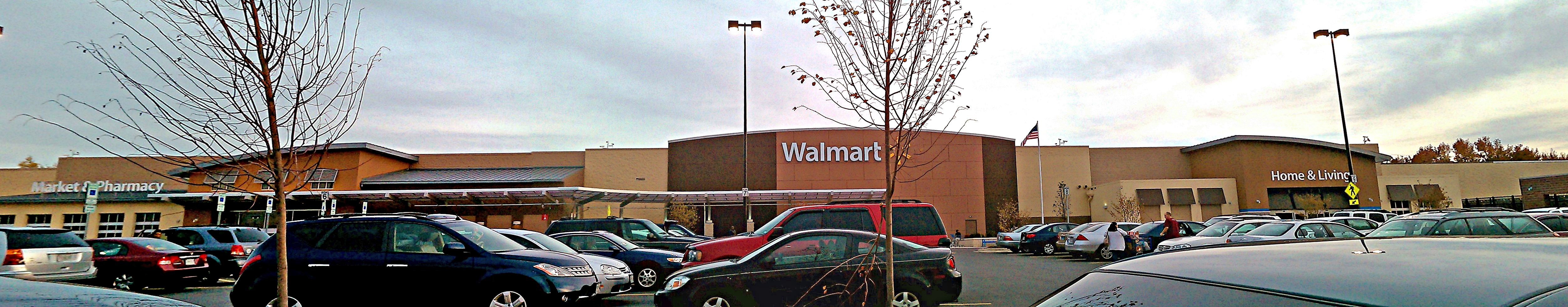
فروشگاه والمارت، در لورل مریلند

## بنیان‌گذار

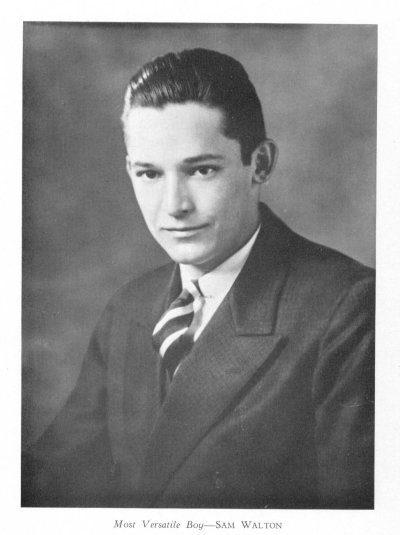
سام والتون، بنیان‌گذار والمارت

## مدیریت ارشد

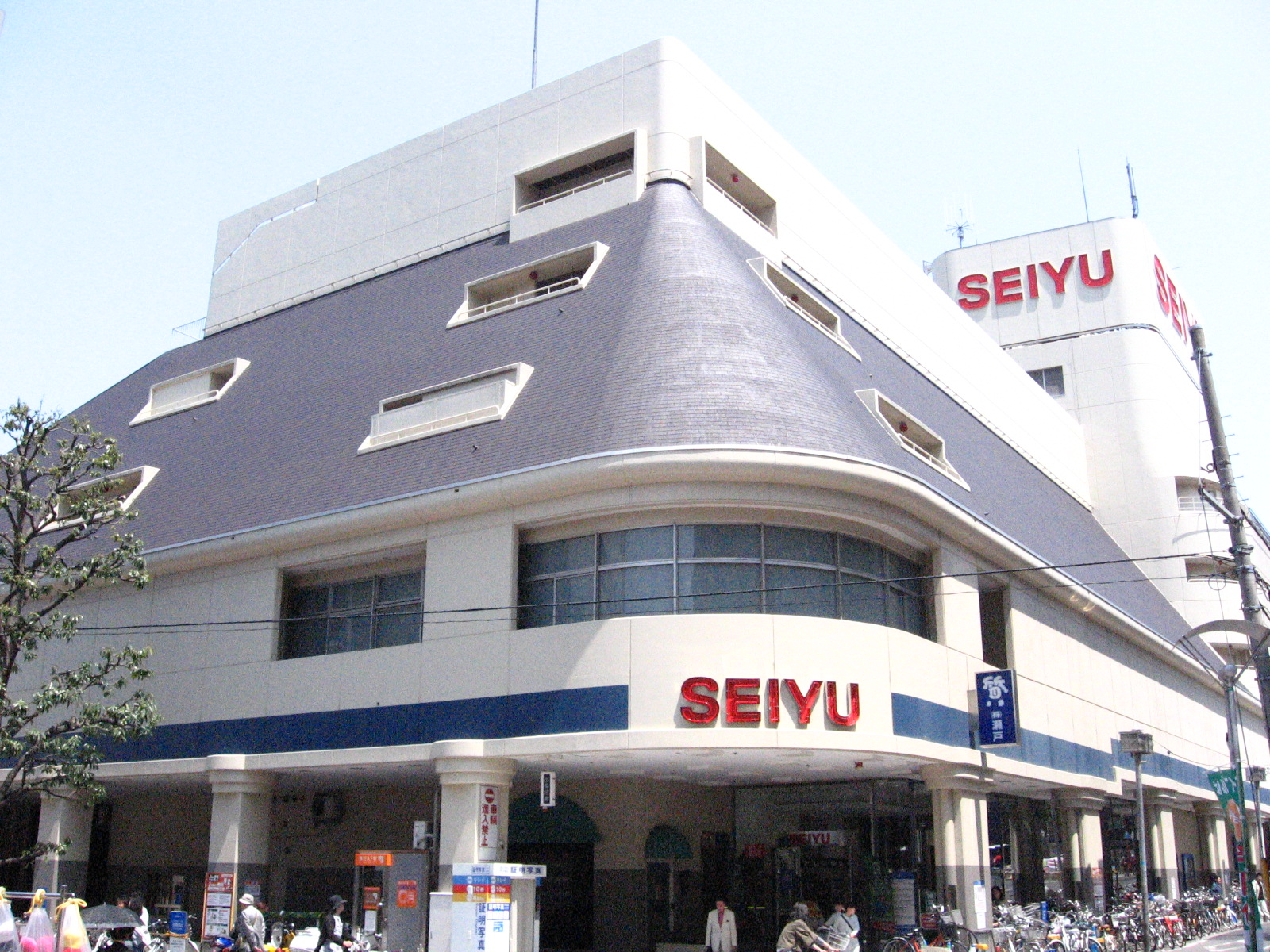
شعبه سیو در توکیو

## حوزه فعالیت
حوزه فعالیت شرکت وال‌مارت، خرده‌فروشی است. کسب‌وکار این شرکت، در پنج بخش صورت می‌گیرد:
1. فروشگاه‌ها
2. سوپرسنترها
3. بازارهای محلی
4. سامز کلاب‌ها
5. فروشگاه‌های بین‌المللی

### فروشگاه‌ها

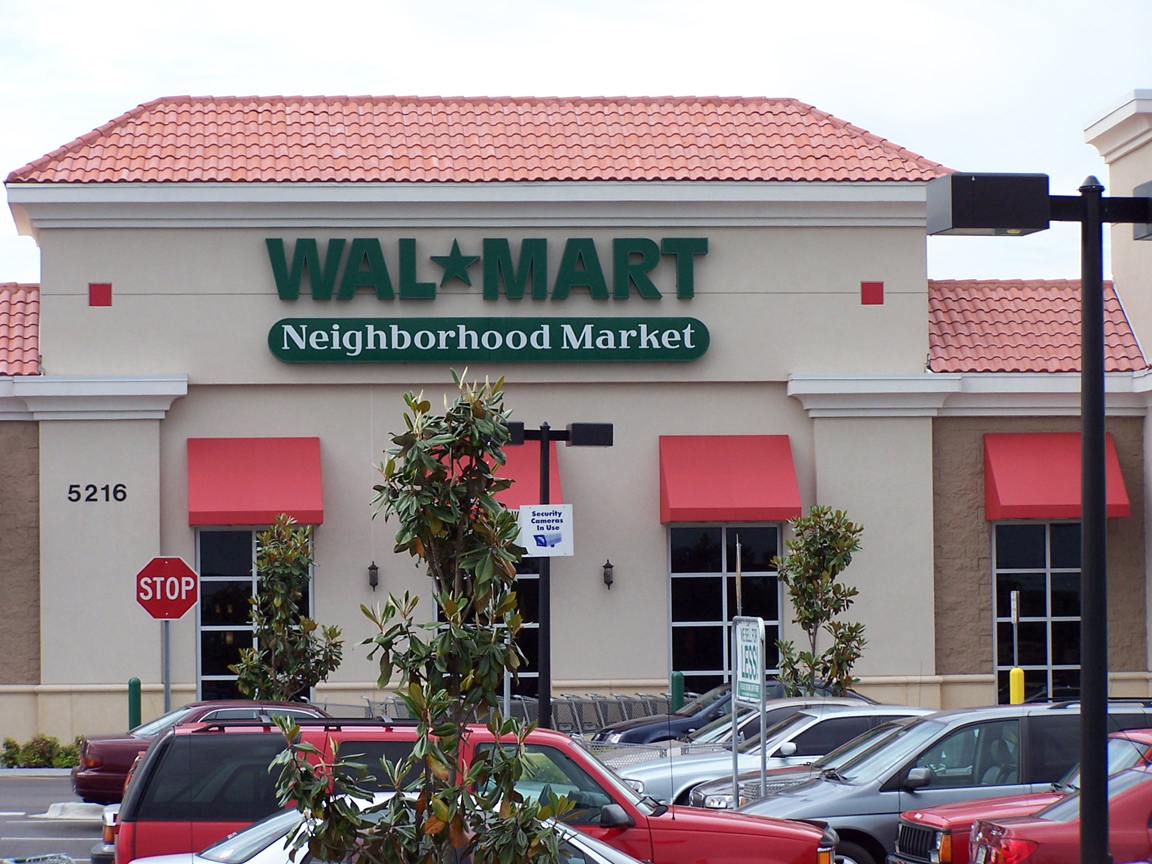
بازار محلی والمارت در وینتر اسپرینگ، فلوریدا

فروشگاه‌ها، که تمرکز اصلی والمارت محسوب می‌شوند، در سال ۲۰۰۵، ۶۷٪ درصد از سود خالص این شرکت را تأمین نموده‌اند. اساس این بخش، همان فروشگاه‌های سنتی در آمریکاست، گرچه امروزه فروشگاه‌های آنلاین نیز، در کنار آن قرار گرفته و بخش اعظم فروش را، به خود اختصاص داده‌اند…
اجناس عرضه شده در این فروشگاه‌ها، طیف بسیار وسیع و متنوعی از موادغذایی تا پوشاک را در بر می‌گیرند. درحال‌حاضر، شمار فروشگاه‌های وال‌مارت در ایالات متحده ۳۸۶۴ و فروشگاه‌های بین‌المللی ۲۶۷۰ است.
فروشگاه‌های خارج از آمریکا، در ۱۵ کشور از جمله مکزیک، کانادا، چین، برزیل، آلمان، ژاپن و انگلستان مستقر است و ۵۰۰ هزار نفر، در آن‌ها مشغول به کار هستند. یک میلیون و ۸۰۰ هزار فروشنده این فروشگاه‌ها، پاسخگوی بیش از ۱۳۸ میلیون مشتری هفتگی در جهان هستند.
بالغ بر ۶۱ هزار تأمین‌کننده وال‌مارت در آمریکا، سه میلیون شغل دارند. تأمین مواد برای فروشگاه‌های بین‌المللی، از ۷۰ کشور صورت می‌گیرد. در سال ۲۰۰۵، وال‌مارت ۱۵۰ میلیارد دلار از تأمین کنندگان خود، خرید کرده‌است.

### سوپرسنترها

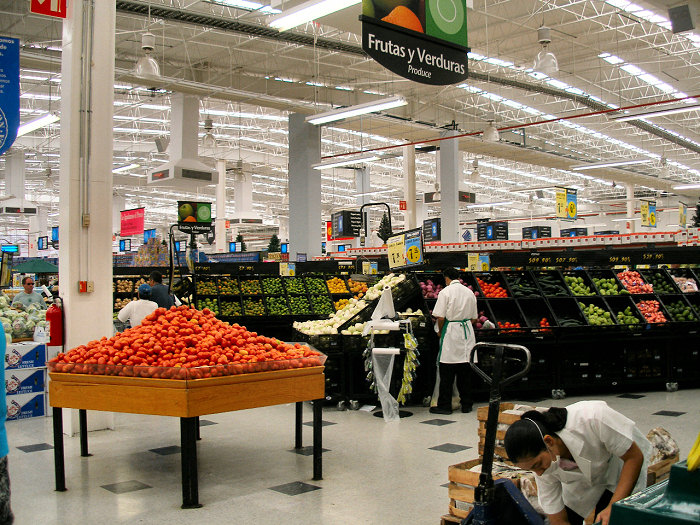
سوپرسنتر والمارت در پورتو بایارتا، خالیسکو، مکزیک

سوپرسنتر، یا بازارهای میوه و سبزی، نخستین بار، در سال ۱۹۸۸ آغاز به فعالیت نمودند.

### بازارهای محلی
بازارهای محلی، که عرضه‌کننده سبزیجات، کالاهای عمومی و کالاهای دارویی می‌باشند.

### سامز کلاب

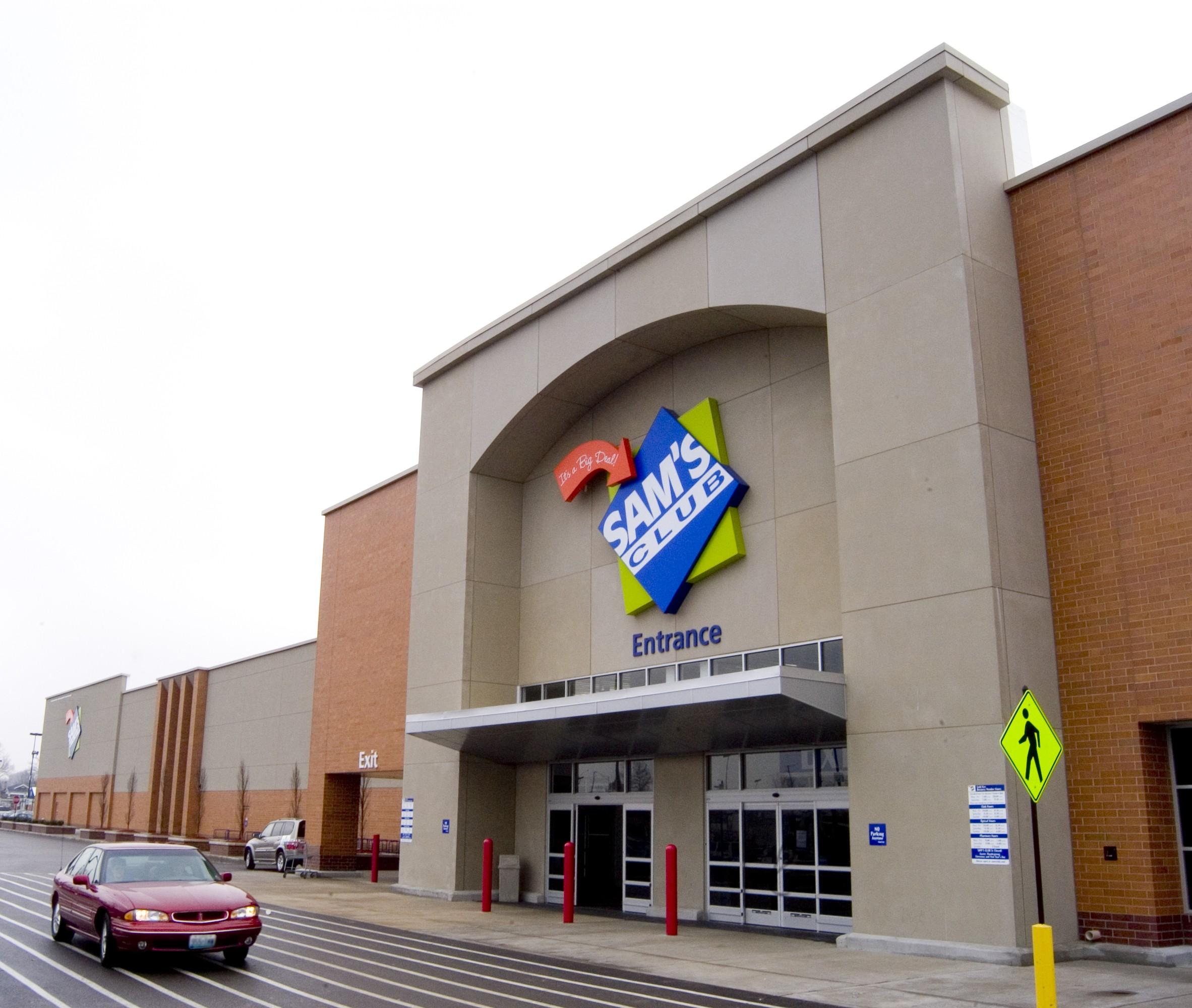
شعبه سامز کلاب، در مپلوود، میزوری

سامز کلاب، یا کلوپ‌های سام، که خود یک شرکت ۳۱ میلیارد دلاری محسوب می‌شود. شمار ۳۵۰ کلوپ در ایالات متحده آمریکا، بیش از ۴۶ میلیون عضو دارد.
این کلوپ‌ها در واقع، شریک بسیاری از کسب‌وکارهای کوچک هستند و به صورت انبارهای کالا در سراسر آمریکا، در ارتباط با خرده‌فروشی‌ها و کسب‌وکارهای کوچک، رستوران‌ها، دفاتر، اغذیه فروشی‌ها، تعمیرات، مدارس، کلیساها، آرایشگاه‌ها، شرکت‌های فروش و… قرار دارند. حدود ۱۳٪ درصد از فروش وال‌مارت، از طریق این درگاه‌ها حاصل می‌شود.

### فروشگاه‌های بین‌المللی
فروشگاه‌های بین‌المللی، در ۱۵ کشور جهان، حدود ۲۰٪ درصد از فروش خالص وال‌مارت را، تشکیل می‌دهند.

## منابع انسانی

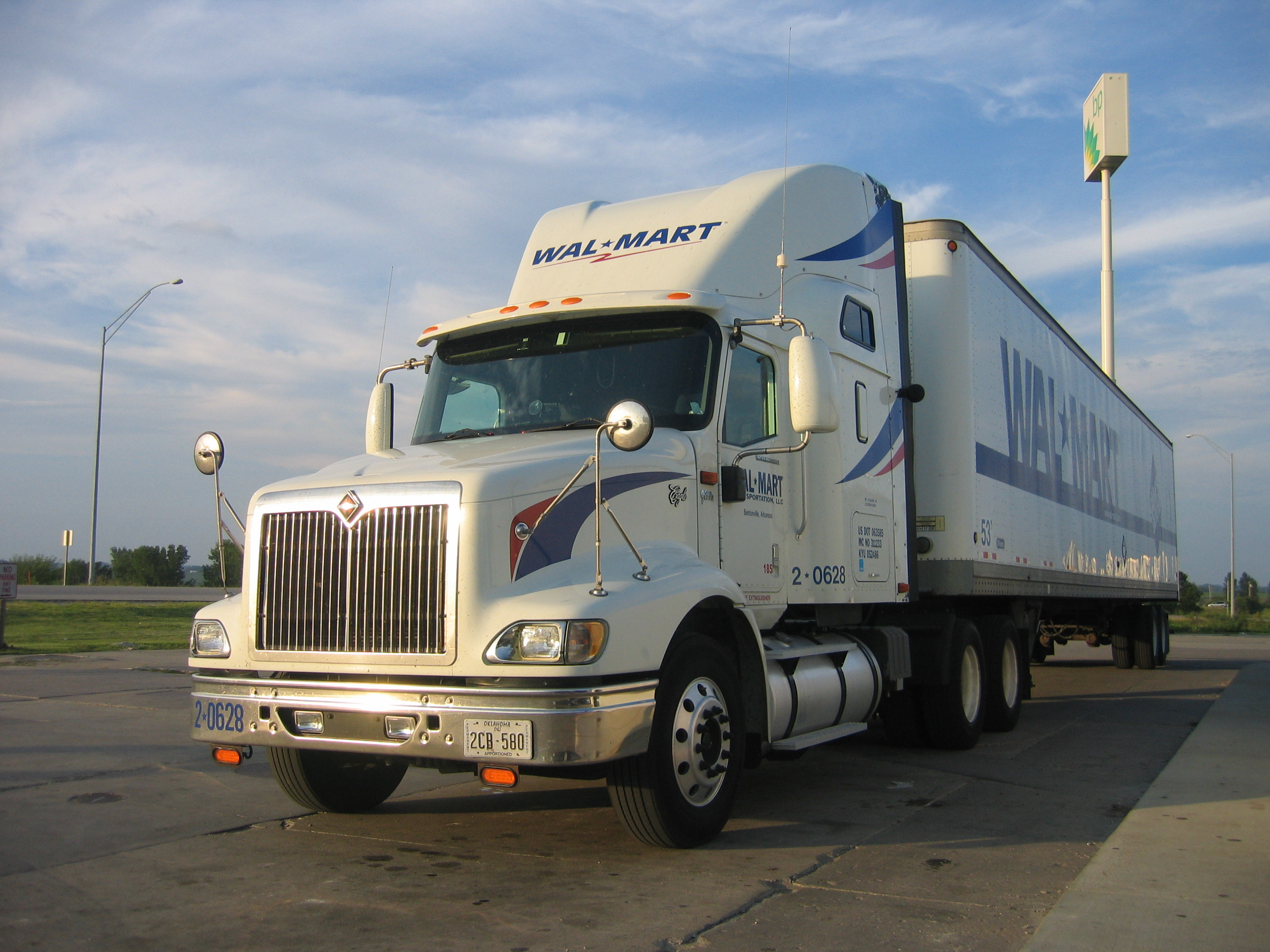
کامیون حمل بار والمارت، اوربانا، آیووا

## فروش

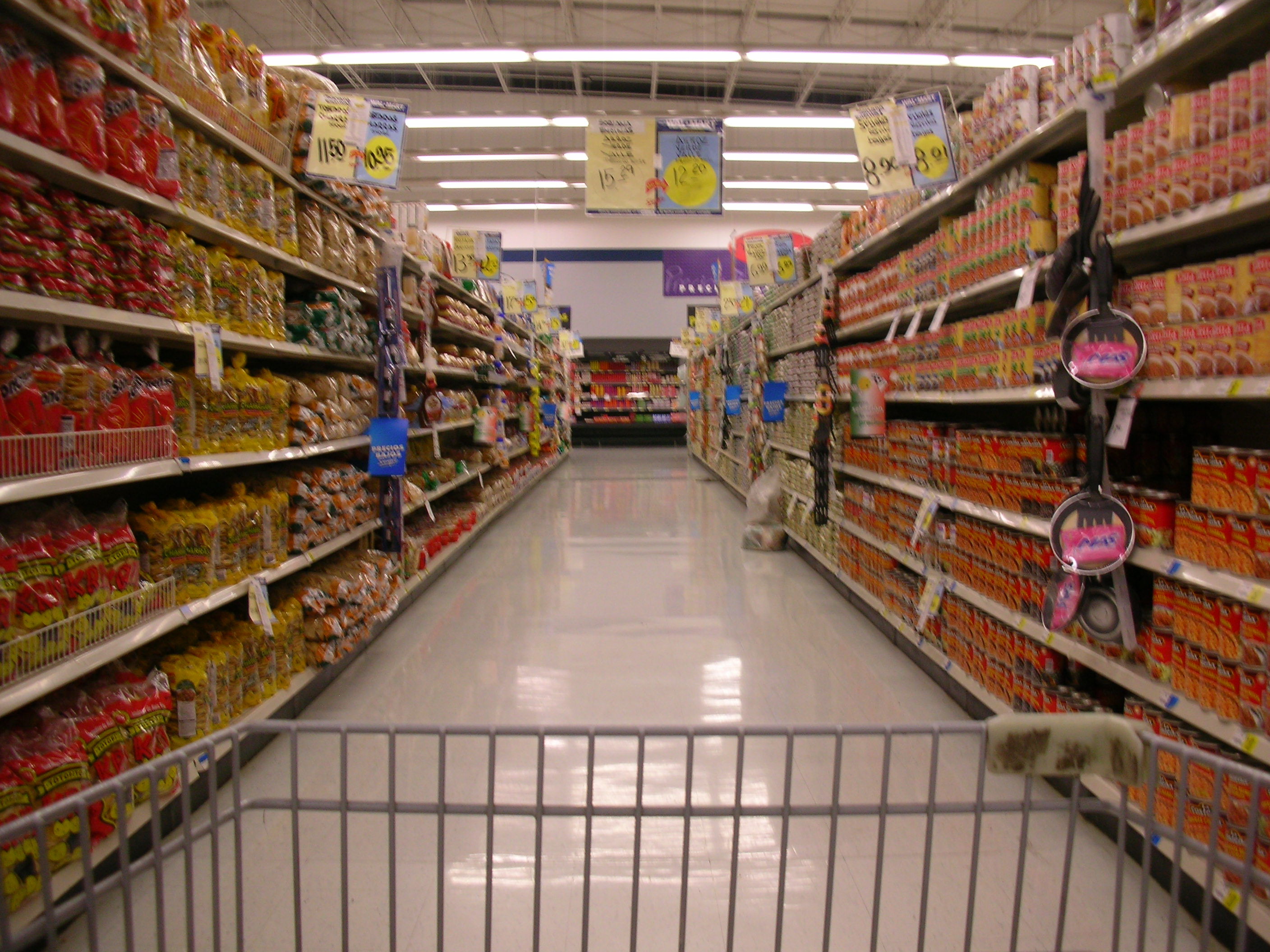
شعبه والمارت، در هرموسیلو مکزیک

### بازارهای ایالات متحده

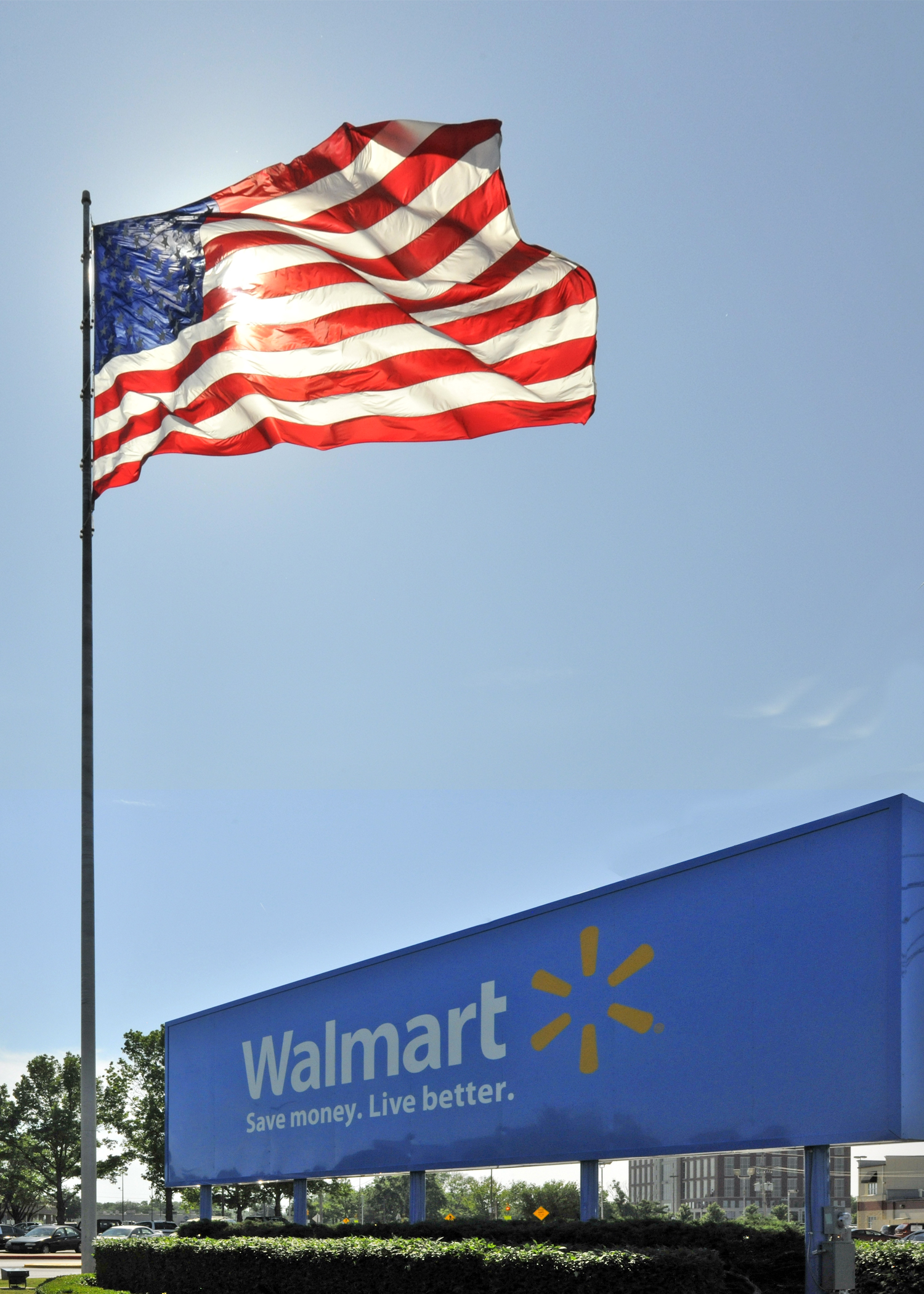
دفتر مرکزی والمارت در بنتونویل، آرکانزاس

### بازارهای بین‌المللی

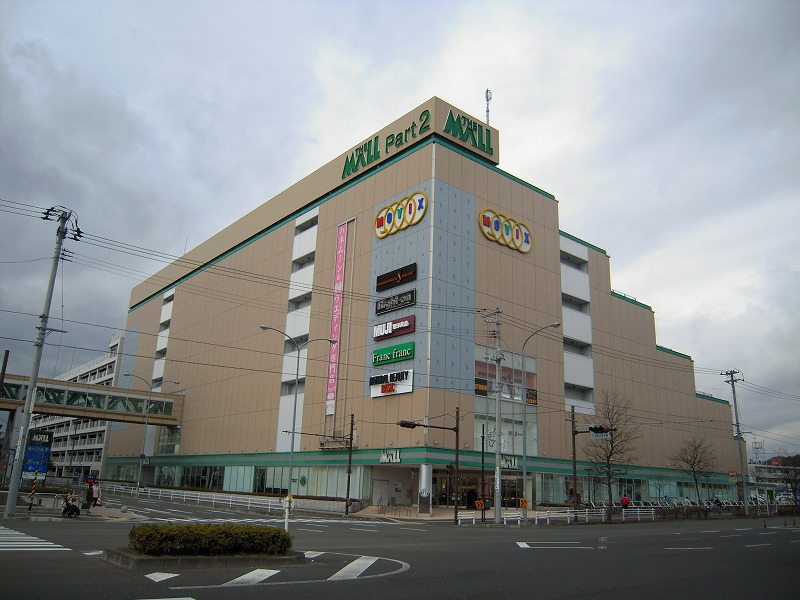
شعبه والمارت در ژاپن